# 阿里奧拉 (科羅拉多州)
阿里奧拉（英語：Arriola）是位於美國科羅拉多州蒙提祖馬縣的一個非建制地區。該地的面積和人口皆未知。

## 地理
阿里奧拉的座標為37°26′33″N 108°38′46″W / 37.44250°N 108.64611°W，而該地的平均海拔高度為1953米（即6406英尺）。